# Yohei Takasu
Yohei Takasu (født 6. september 1981) er en tidligere japansk fodboldspiller.
Han har spillet for flere forskellige klubber i sin karriere, herunder Mito HollyHock og Thespa Kusatsu.